# Dick Garmaker
Richard Eugene "Dick" Garmaker (ur. 29 października 1932 r. w Hibbing, zm. 13 czerwca 2020) – amerykański koszykarz, obrońca, uczestnik spotkań gwiazd NBA, zaliczony do drugiego składu najlepszych zawodników ligi.

## Osiągnięcia
NCAA
- Wybrany do:
  - I składu:
    - All-American (1955)[4]
    - All-Big Ten (1954, 1955)[5]

  - składu NABC All-District (1954–1955)[5]
  - Galerii Sław Sportu Uniwersytetu Minnesota - University of Minnesota Hall of Fame[6]
- Uczelnia zastrzegła należący do niego numer 53[7]

NBA
- Finalista NBA (1959)[8]
- 4-krotny uczestnik meczu gwiazd NBA (1957–1960)[2]
- Wybrany do II składu NBA (1957)[3]
- Lider play-off w skuteczności rzutów wolnych (1956 - wspólnie z Billem Sharmanem i Chuckiem Noblem)[9]